# Maby Wells
Elsa Mabel Villalba (Buenos Aires, 20 de diciembre de 1969) conocida artísticamente como Maby Wells, es una locutora, conductora de televisión y periodista argentina.

## Trayectoria
Al finalizar sus estudios secundarios en la escuela Normal 9 de Belgrano, inició sus estudios en la carrera de Locución Nacional en el ISER.
Comenzó haciendo suplencias en radio, laborando incluso durante la madrugada, hasta que consiguió un turno fijo y así empezó a trabajar en diversos medios radiales. Su primer trabajo importante fue en Radio Buenos Aires, después pasó a la FM Tango, luego en Radio Top, y al poco tiempo le ofrecieron la mañana de FM Aspen; allí empezó su vínculo laboral con Multimedios América, donde logra obtener su primer trabajo en TV como presentadora de noticias en el canal CVN, donde condujo el segmento informativo Tarde a Tarde, desde el lanzamiento de la señal en 1993 hasta 1996. 
En 1996 se presentó al casting de Sorpresa y 1/2, programa conducido por el animador Julián Weich; allí logró pasar la primera y la segunda audición y llegó a la televisión abierta con dicho programa, como coconductora. Sorpresa y 1/2 duró 6 temporadas en la pantalla de Canal 13, desde 1996 hasta fines de 2001 y fue un exitoso show dominical de TV, lo cual le valió a la locutora un alto nivel de reconocimiento y popularidad. 
1999 marca su regreso a la TV por cable después de 3 años. En medio de la popularidad adquirida con el programa Sorpresa y 1/2, ese mismo año el canal Volver la convoca para conducir el programa de cine El Acomodador junto al crítico cinematográfico Guillermo Hernández. Dicho programa era uno de los más vistos de esa emisora, y se mantuvo en el aire hasta 2002.
En 2001 conduce su primer programa en solitario: Atraídos, un envío televisivo de juegos y entretenimientos emitido por Canal 13, el cual duró muy poco tiempo en pantalla debido al bajo nivel de audiencia, por lo que fue levantado del aire. Hacia fines de ese año, vuelve con Que Espectáculo!, un ciclo vespertino también orientado a los juegos y el entretenimiento, pensado para el verano 2001 / 2002, el cual condujo junto al animador Leo Montero.
En 2004 fue convocada por Canal 9 para conducir un reality-show de aventuras llamado Los Cuatro Elementos. Ese mismo año, conduce junto al periodista Guillermo Mazzucca De 9 a 12, un magazine matutino donde se trataban temas de actualidad, vida cotidiana, moda, espectáculos, salud y entrevistas con invitados en vivo. El programa duró hasta fines de 2006, ese año el ciclo fue rebautizado La mañana del 9, y esta vez Maby Wells conducía el envío junto al periodista Chiche Gelblung.
En 2008 se suma como conductora a Estudio país 24, ciclo emitido por Canal 7 junto a Juan Alberto Badía. El mismo era un programa vespertino diario que tenía como fin recorrer el país para que la gente conozca las diversas costumbres, comidas típicas y culturas de cada rincón de la Argentina, y fue emitido hasta fines de 2010.
A finales de 2010 y 2011 condujo, también por Canal 7, el programa Volver a verte. Y desde 2014 por la misma señal Vivo en Argentina junto a Sergio Goycoechea.
En 2016 fue convocada para conducir el noticiero Televisión Pública Noticias,  en la edición del Mediodía hasta 2018. En 2017 nació su segundo hijo Bartolomé.

## Carrera televisiva
| Televisión | Televisión                  | Televisión                   | Televisión |
| Año        | Título                      | Canal                        | Notas      |
| ---------- | --------------------------- | ---------------------------- | ---------- |
| 1993-1996  | Tarde a Tarde               | CVN                          | Columnista |
| 1996-2001  | Sorpresa y 1/2              | Canal Trece                  | Conducción |
| 1999-2002  | El Acomodador               | Volver                       | Conducción |
| 2001       | Atraídos                    | Canal Trece                  | Conducción |
| 2001-2002  | Qué Espectáculo!            | Canal Trece                  | Conducción |
| 2003       | El mundo de la Fauna        | Canal 9                      | Conducción |
| 2004       | Los Cuatro Elementos        | Canal 9                      | Conducción |
| 2004-2006  | De 9 a 12                   | Canal 9                      | Conducción |
| 2007       | La mañana del 9             | Canal 9                      | Conducción |
| 2008-2010  | Estudio país 24             | TV Pública Digital           | Conducción |
| 2010-2011  | Volver a verte              | TV Pública Digital           | Conducción |
| 2014-2015  | Vivo en Argentina           | TV Pública                   | Conducción |
| 2016-2018  | Televisión Pública Noticias | Televisión Pública Argentina | Conductora |

## Carrera radial
- Radio Buenos Aires
- Tango (FM 95.9)
- Top (FM 101.5)
- Aspen 102.3
- RadioShow (FM 100.7)
- Rock & Pop
- Radio Uno